# Gmina Westburg

Położenie Gminy Westburg w hrabstwie Buchanan

Gmina Westburg (ang. Westburg Township) – gmina w USA, w stanie Iowa, w hrabstwie Buchanan. Według danych z 2000 roku gmina miała 505 mieszkańców.